# Programa Shuttle-Mir
Programa Shuttle-Mir ou Programa Mir-Shuttle (em inglês:  Shuttle-Mir Program ou International Space Station Phase One; em russo:  Программа Мир — Шаттл) foi um programa espacial conjunto entre a Rússia e os Estados Unidos que teve o objetivo de realizar missões do ônibus espacial à estação orbital russa Mir e transportar cosmonautas russos nos ônibus espaciais e astronautas norte-americanos nas naves Soyuz, para participarem de temporadas de longa duração em órbita terrestre.
O Programa, também chamado por vezes de 'Fase Um', pretendia permitir aos Estados Unidos aprender com os russos sobre voos de longa duração e aumentar o espírito de cooperação entre as agências espaciais das duas superpotências, a NASA e a Roscosmos. Ele prepararia o caminho para a 'Fase Dois', especificamente, a futura construção da Estação Espacial Internacional (ISS).
Anunciado em 1993 e com sua primeira missão realizada em 1994, o Programa teve a duração de quatro anos, até 1998, início da construção da ISS. Nele foram realizados onze missões dos ônibus espaciais, um voo conjunto com uma nave Soyuz e cerca de mil dias passados no espaço por astronautas norte-americanos na Mir. Em seus quatro anos de existência, muitos primeiros foram conquistados no espaço pelas duas nações, entre eles o primeiro astronauta a fazer 'caminhadas espaciais' em trajes russos e o primeiro norte-americano a subir ao espaço numa nave Soyuz.
Houve, entretanto, alguns percalços, causados particularmente pela segurança na estação Mir após um incêndio e uma colisão a bordo, por problemas financeiros no programa espacial russo e receio dos astronautas com relação a atitudes dos administradores do Programa. De qualquer maneira, uma grande quantidade de conhecimento científico, de experiência para a construção de estações e de conhecimento para trabalhar conjuntamente no espaço em objetivos futuros foi assimilado durante as operações combinadas, permitindo que a construção da ISS fosse realizada de maneira bem mais tranquila e eficiente do que se imaginava anteriormente.

## O Programa
Em junho de 1992, os presidentes George H. W. Bush e Boris Yeltsin concordaram em juntar esforços na exploração espacial, assinando um "Acordo entre os Estados Unidos da América e a Federação Russa pela cooperação e uso do espaço exterior para propósitos pacíficos". Este acordo criava um breve programa espacial conjunto, durante o qual um astronauta norte-americano ficaria a bordo da estação russa Mir e dois cosmonautas russos voariam nos ônibus espaciais. Em setembro de 1993, porém, o vice-presidente do então governo Clinton, Al Gore, e o primeiro-ministro da Rússia, Viktor Chernomyrdin, anunciaram planos para a construção conjunta de uma nova estação espacial, que viria a ser chamada de Estação Espacial Internacional. Eles também concordaram que, como preparação para este novo projeto, nos anos seguintes os Estados Unidos se envolveriam a fundo  no programa Mir, sob o nome de código 'Fase Um', sendo a construção em si da ISS a 'Fase Dois'.
Durante o andamento do Programa, onze missões do ônibus espacial voaram até a Mir, fazendo trocas de participantes das tripulações permanentes, transportando um novo módulo de acoplamento e um novo conjunto de painéis solares, além de realizarem diversas experiências científicas a bordo da estação. Durante os anos do Programa, dois novos módulos foram também conectados à estrutura, sendo usados pelos norte-americanos como aposentos para seus astronautas e como laboratórios para implementar a qualidade e alcance das pesquisas. Estas missões permitiram à NASA e à Roscosmos aprender como trabalhar como parceiros no espaço e como minimizar os riscos para a construção de uma estação espacial em órbita. Além destes avanços científicos, o Programa serviu como um artifício político para o governo norte-americano, criando um canal diplomático para que a NASA pudesse dispor fundos para o combalido programa espacial russo. Isto permitiu que o governo russo mantivesse a Mir em operação, além de seu programa espacial como um todo, assegurando que a Rússia continuasse – e continua – com sua política amigável em relação aos Estados Unidos.

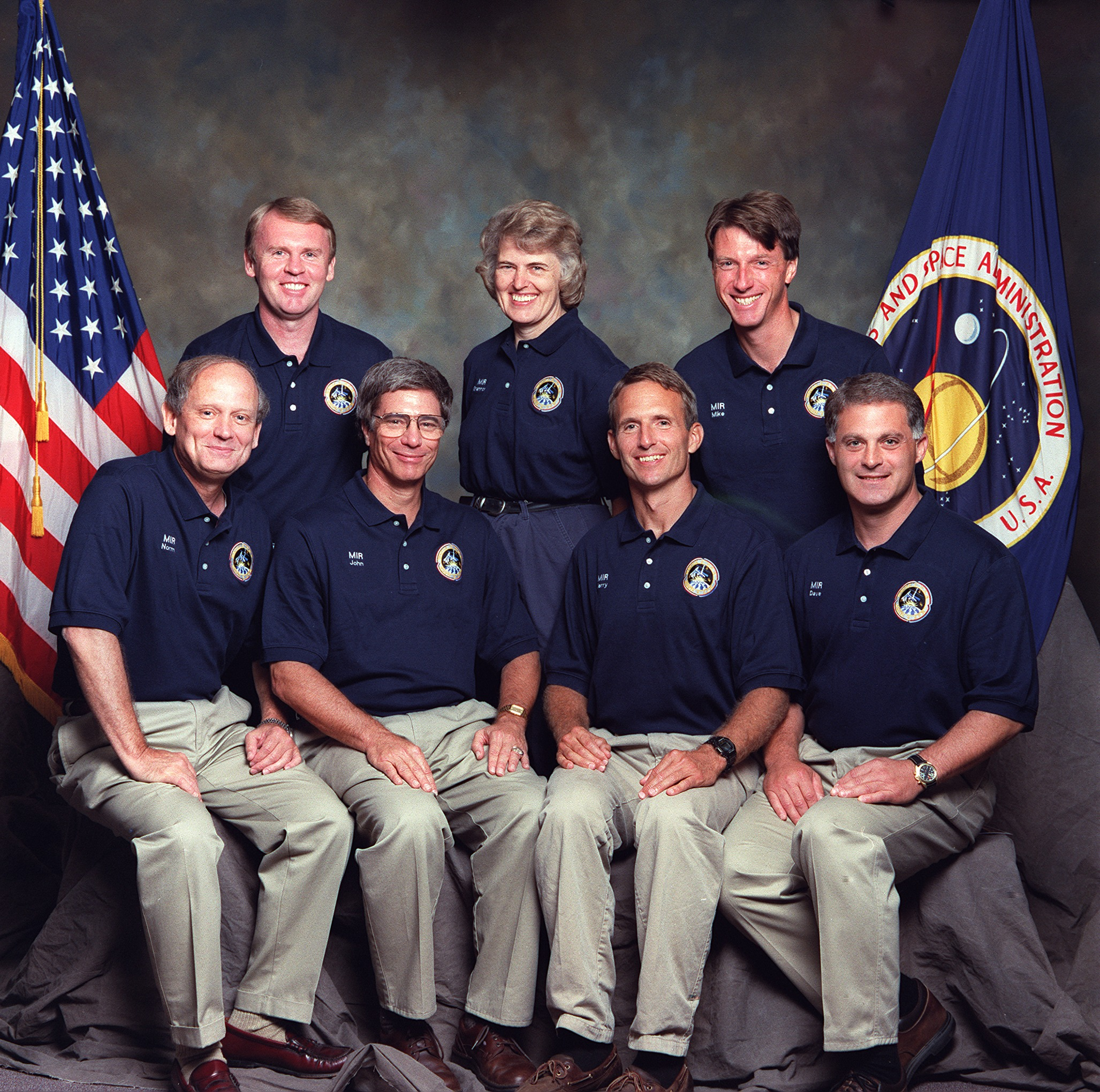
Os sete astronautas norte-americanos que participaram de estadias na estação russa Mir.

Além dos voos propriamente ditos dos ônibus espaciais até a Mir, os Estados Unidos também tiveram sete 'acessórios' a bordo da estação, sete voos de longa duração feitos por astronautas norte-americanos. Os sete astronautas que tomaram parte nas missões foram Norman Thagard, Shannon Lucid, John Blaha, Jerry Linenger, Michael Foale, David Wolf e Andrew Thomas, cada um deles indo em turnos à Cidade das Estrelas, perto de Moscou, para fazer o treinamento em vários aspectos operacionais da Mir e das naves Soyuz, usadas para o transporte de ida e volta à estação.
Os astronautas também receberam treinamento para as caminhadas espaciais realizadas fora da nave e aulas de russo, a serem usados em suas próprias missões na comunicação com os cosmonautas a bordo da estação e com o controle de terra. Durante suas missões, eles realizaram diversos experimentos, entre eles o crescimento de cristais e de cabelos, e tiraram centenas de fotografias da Terra. Também ajudaram nos reparos e na manutenção da estação, enfrentando diversos incidentes como incêndios, queda de eletricidade, colisões, rotações incontroláveis e vazamentos tóxicos.

### Mir

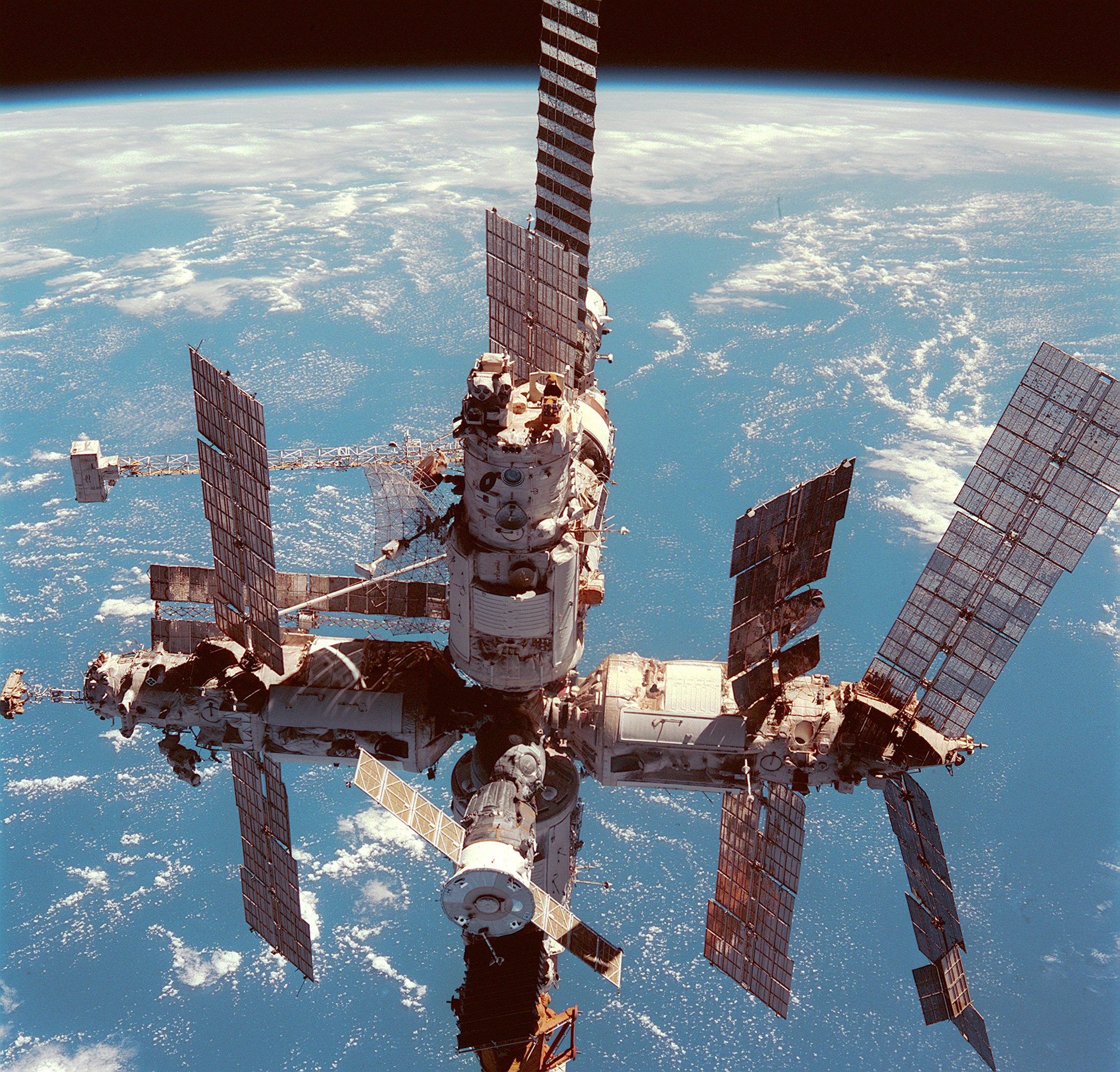
A Mir vista da Discovery em junho de 1998, na última missão do Programa Shuttle-Mir, STS-91.

A Mir foi a primeira estação orbital modular - montada a partir da conexão de módulos - do mundo, construída entre 1986 e 1996. Foi também a primeira estação habitada de pesquisa, consistente e de longa duração da Humanidade, em atividade por quase dez anos. O objetivo de sua construção era proporcionar um grande e habitado laboratório de pesquisas no espaço e, contando com colaborações diferentes, incluindo a 'Fase Um' do Programa Shuttle-Mir, tornou-se internacionalmente acessível a cosmonautas e astronautas de dezenas de países. A estação existiu até o dia 21 de março de 2001, quando foi deliberadamente retirada de órbita e caiu na Terra, sendo volatilizada durante a reentrada na atmosfera.
A estação foi baseada na Salyut, uma série de sete pequenas estações espaciais lançadas ao espaço pela União Soviética a partir de 1971, e mantida em funcionamento por expedições das naves tripuladas Soyuz e de naves-cargueiro Progress. Os ônibus espaciais norte-americanos visitantes da estação, usavam um engate para acoplagem semelhante ao construído pelos soviéticos para o Buran, o ônibus espacial russo que nunca foi ao espaço, montado num suporte de aço originalmente construído para a estação espacial Freedom, projeto da NASA nunca concretizado e transformado no projeto da ISS.
Com o ônibus espacial acoplado à Mir, os aumentos temporários de espaço para trabalho, tarefas individuais e descanso, transformavam o complexo no que era a maior espaçonave já existente na história da era espacial, com uma massa combinada de 250 toneladas métricas.

### Ônibus espacial

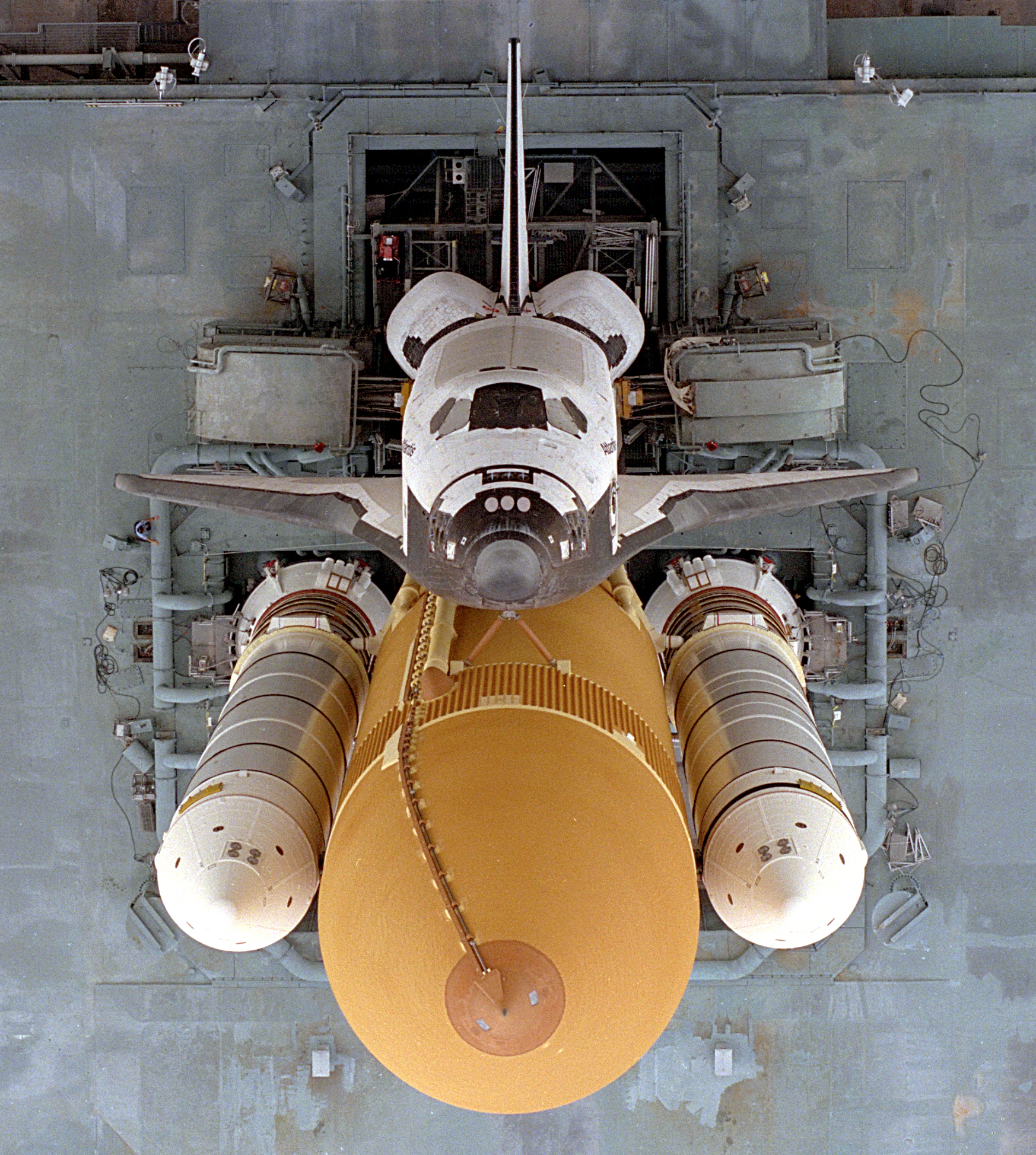
O conjunto lançador do ônibus espacial visto de cima, na plataforma de lançamento

O ônibus espacial (space shuttle) da NASA, oficialmente chamado de Sistema de Transporte Espacial (Space Transportation System - STS) foi um veículo lançador de missões tripuladas do governo dos Estados Unidos. Um total de seis deles foi construído – Enterprise (usado apenas para testes), Columbia (destruído durante a reentrada atmosférica em 2003), Challenger (explodiu pouco após o lançamento em 1986), Atlantis, Discovery e Endeavour – esses três últimos foram utilizados até 2011.
A nave em si, chamada de Orbitador, era lançada verticalmente, normalmente transportando entre cinco e sete astronautas – e planejada para transportar onze em caso de emergência – e cerca de 22 toneladas de carga, numa órbita terrestre baixa. Quando a missão se encerrava, ele acionava seus próprios retrofoguetes de manobra para deixar a órbita e reentrar na atmosfera. Durante a descida e pouso, ele atuava como um planador, e fazia uma aterrissagem sem motores ligados.
O ônibus espacial foi a primeira espaçonave desenhada para uma reutilização parcial. Ele era capaz de transportar grandes volumes de carga para várias órbitas e durante os programas Shuttle-Mir e ISS, providenciou a rotatividade de várias tripulações habitantes das estações e transportou vários tipos de suprimentos, módulos estruturais e peças de equipamentos para as estações. Cada um deles foi planejado para uma vida útil operacional de dez anos ou cem missões ao espaço.
Durante a 'Fase Um' do Programa, a Mir foi visitada por três destas naves - Atlantis, Endeavour e Discovery - com a Atlantis voando sete missões consecutivas até ela entre 1995 e 1997. A Columbia, a mais antiga e pesada da frota, destruída em 2003, não era capaz de operações na inclinação orbital padrão da Mir (51,6º) e não era equipada com o cilindro pressurizado que permite a passagem de pessoas e objetos entre a estação e a nave, possibilitando a acoplagem.

## Cronologia

### A nova cooperação começa (1994)

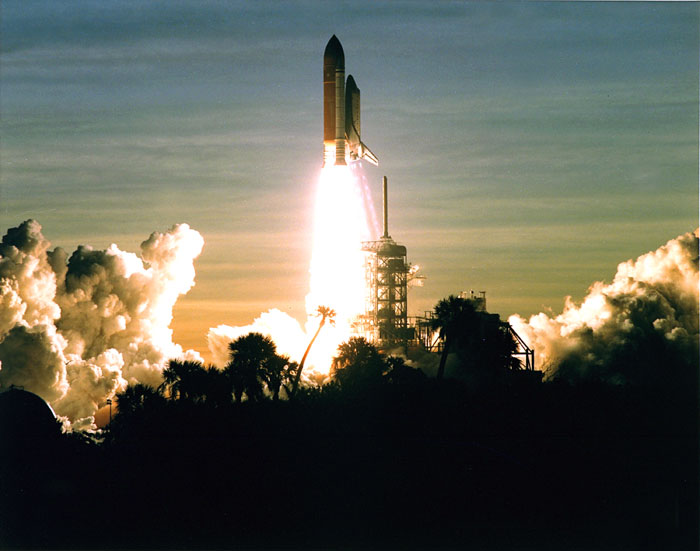
O início do Programa Shuttle-Mir: a STS-60 Discovery é lançada ao encontro da Mir.

A Fase Um do programa Shuttle– Mir começou em 3 de fevereiro de 1994, com o lançamento do Ônibus Espacial Discovery em sua 18ª missão, a STS-60. A missão de oito dias foi o primeiro voo do ônibus espacial daquele ano, o primeiro voo de um cosmonauta russo, Sergei Krikalev, a bordo do ônibus espacial americano, e marcou o início de uma maior cooperação no espaço para as duas nações, 37 anos após a Corrida Espacial . começou. Parte de um acordo internacional sobre voos espaciais humanos, a missão foi o segundo voo do módulo pressurizado Spacehab e marcou a centésima carga útil "Getaway Special" a voar no espaço. A principal carga útil da missão foi o Wake Shield Facility (ou WSF), um dispositivo projetado para gerar novos filmes semicondutores para eletrônica avançada. O FSM voou na extremidade do braço robótico do Discovery durante o vôo. Durante a missão, os astronautas a bordo do Discovery também realizaram vários experimentos a bordo do módulo Spacehab no compartimento de carga útil do Orbiter e participaram de uma conexão bidirecional de áudio e vídeo downlink ao vivo entre eles e os três cosmonautas a bordo da Mir, Valeri Polyakov . Viktor Afanasyev e Yury Usachev (voando expedições Mir LD-4 e EO-15).

### Os Estados Unidos chegam à Mir (1995)
O ano de 1995 começou com o lançamento em fevereiro da STS-63, a segunda missão do Programa e o primeiro voo de um ônibus espacial com uma mulher como piloto, a astronauta Eileen Collins, levando a bordo o cosmonauta Vladimir Titov. Nesta missão de oito dias, a nave Discovery realizou o primeiro encontro entre o ônibus e a estação, a um distância mínima de onze metros, e Collins fez um voo em volta da Mir. Concebida como um ensaio para a primeira acoplagem real entre as duas naves, que seria feita pela STS-71, foram testadas várias técnicas e equipamentos que seriam usados nas missões de acoplagem seguintes.

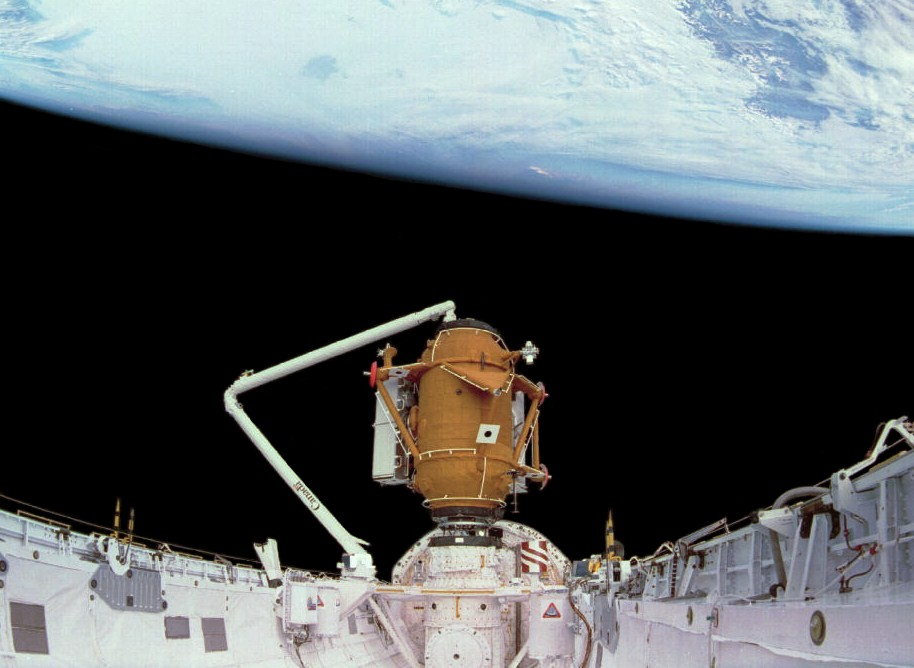
Módulo russo de acoplagem instalado na área de carga da Atlantis, em posição para conexão com a Mir.

Cerca de um mês após a missão da Discovery, em 14 de março pela primeira vez um norte-americano foi ao espaço numa nave russa, com o lançamento de Baikonur, da Soyuz TM-21 com o astronauta Norman Thagard fazendo parte da tripulação. Com ele subiram os cosmonautas Vladimir Dejurov e Gennady Strekalov que fizeram parte da Mir-18, passando 115 dias na estação, na primeira tripulação permanente binacional. Durante a expedição, o módulo científico Spektr - que serviu de espaço de trabalho e descanso para os norte-americanos - foi lançado também de Baikonur num foguete Proton e acoplou-se à estação levando 1 500 libras de material de pesquisa dos Estados Unidos e outras nações. A tripulação voltou à Terra em 7 de julho na nave Atlantis, a missão STS-71 que foi a primeira de um ônibus espacial a realizar uma acoplagem com a estação russa.
Lançada em 27 de junho, o principal objetivo da STS-71 era fazer a primeira acoplagem de um ônibus espacial com a Mir, o primeiro encontro físico entre uma nave norte-americana e uma russa desde o projeto Apollo-Soyuz, ocorrido em 1975.
Após a acoplagem em 29 de junho, a Atlantis deixou na estação os cosmonautas Anatoly Solovyev e Nikolai Budarin, e as tripulações realizaram investigações científicas conjuntas no módulo Spacelab, fizeram um recarregamento de suprimentos técnicos e recolheram os três tripulantes anteriores da estação para trazê-los de volta à Terra.
O último voo do ônibus espacial em 1995 foi a missão STS-74, mais um voo da Atlantis, lançado em 12 de novembro, e que instalou um novo módulo de acoplagem na Mir, de fabricação russa, junto com um novo par de painéis solares e novos hardwares com tecnologia de ponta para a estação.
O Módulo de Acoplagem da Mir foi desenhado para proporcionar um maior espaço de aproximação para os ônibus espaciais, prevenindo colisões com os painéis solares da estação durante a manobra de aproximação para acoplagem. Durante a missão, cerca de mil libras de água foram transferidas para a Mir e amostras de científicas de urina, sangue e saliva foram levadas para a Atlantis e retornadas à Terra.

### Priroda(1996)

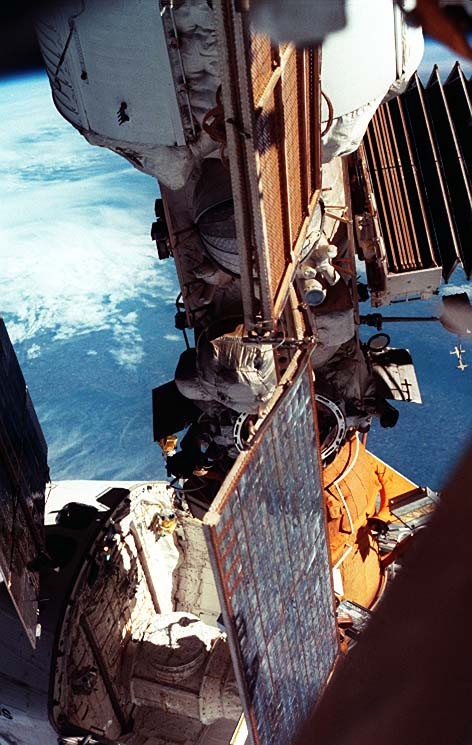
O ônibus espacial Atlantis atracou na Mir durante a STS-81. O compartimento da tripulação, o nariz e uma parte do compartimento de carga do Atlantis são visíveis, atrás dos Módulos Kristall e Docking 's Mir.

A presença contínua dos EUA a bordo da Mir começou em 1996 com o lançamento em 22 de março do Atlantis na missão STS-76, quando a astronauta do Segundo Incremento Shannon Lucid foi transferida para a estação. A STS-76 foi a terceira missão de acoplagem à Mir, que também demonstrou capacidades logísticas através da implantação de um módulo Spacehab, e colocou pacotes experimentais a bordo do módulo de acoplagem 's Mir, que marcou a primeira caminhada espacial que ocorreu em torno de veículos atracados. As caminhadas espaciais, realizadas a partir da cabine 's Atlantis, proporcionaram uma experiência valiosa aos astronautas, a fim de se prepararem para missões posteriores de montagem na Estação Espacial Internacional.
Lucid se tornou a primeira mulher americana a viver na estação e, após uma extensão de seis semanas em seu Increment devido a problemas com os Shuttle Solid Rocket Boosters, sua missão de 188 dias estabeleceu o recorde de voo espacial único nos EUA. Durante o tempo da Lucid a bordo da Mir, o módulo Priroda, com cerca de mil quilos de hardware científico dos EUA, foi acoplado à Mir. Lucid usou Priroda e Spektr para realizar 28 experimentos científicos diferentes e como alojamento.
Sua estadia a bordo da Mir terminou com o voo do Atlantis na STS-79, lançado em 16 de setembro. STS-79 foi a primeira missão do ônibus espacial a transportar um módulo duplo Spacehab. Mais de 1 800 quilos de suprimentos foram transferidos para a Mir, incluindo água gerada pelas células de combustível do Atlantis, e experimentos que incluíram investigações sobre supercondutores, desenvolvimento de cartilagem e outros estudos de biologia. Cerca de 910 quilos de amostras experimentais e equipamentos também foram transferidos de volta da Mir para o Atlantis, tornando a transferência total a mais extensa até agora.
Duas caminhadas espaciais foram realizadas durante seu tempo a bordo. O objetivo era remover os conectores de energia elétrica de um conjunto de energia solar com 12 anos de idade no bloco base e reconectar os cabos aos novos conjuntos de energia solar mais eficientes. Ao todo, Blaha passou quatro meses com a tripulação de cosmonautas Mir-22 conduzindo pesquisas em ciência de materiais, ciência de fluidos e ciências da vida, antes de retornar à Terra no ano seguinte a bordo do Atlantis na STS-81.

### Incêndio e colisão (1997)

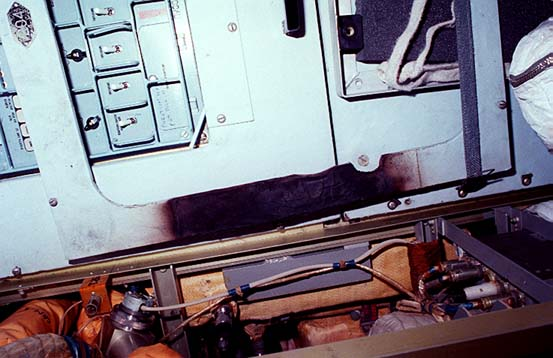
Um painel carbonizado a bordo da Mir após o incêndio

Em 1997, o STS-81 substituiu o astronauta do Increment John Blaha por Jerry Linenger, após a estadia de 118 dias de Blaha a bordo da Mir . Durante a quinta atracação do ônibus espacial, a tripulação do Atlantis transportou suprimentos para a estação e devolveu à Terra as primeiras plantas a completar um ciclo de vida no espaço; uma safra de trigo plantada por Shannon Lucid. Durante cinco dias de operações acasaladas, as tripulações transferiram quase 2.700 quilos de logística para a Mir, e transferiu 1.100 quilos de materiais de volta para Atlantis (a maior parte dos materiais transferidos entre as duas espaçonaves até aquela data).
A tripulação da STS-81 também testou o Sistema de Estabilização e Isolamento de Vibração da Esteira Shuttle (TVIS), projetado para uso no módulo Zvezda da Estação Espacial Internacional. Os pequenos propulsores a jato vernier do ônibus espacial foram acionados durante as operações combinadas para coletar dados de engenharia para "reinicializar" a ISS. Após o desencaixe, o Atlantis realizou um sobrevoo da Mir, deixando o Linenger a bordo da estação.

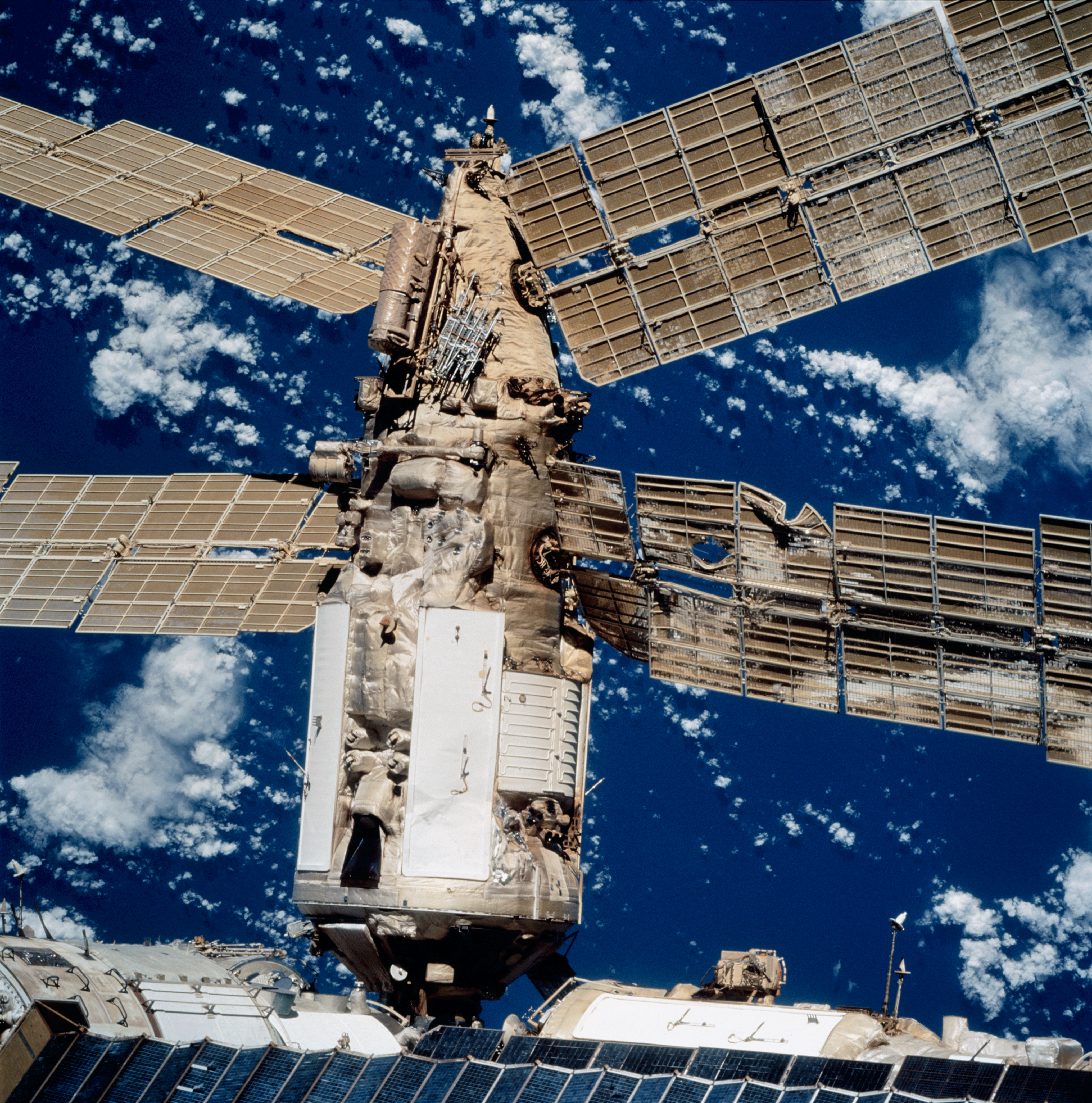
Foto dos danos causados pela colisão com a Progress M-34, tirada pela Atlantis durante a STS-86

Linenger e seus tripulantes russos Vasili Tsibliyev e Aleksandr Lazutkin enfrentaram várias dificuldades durante a missão. Estes incluíram o incêndio mais grave a bordo de uma nave espacial em órbita (causado por um dispositivo gerador de oxigênio de reserva), falhas de vários sistemas a bordo, uma quase colisão com uma nave de carga de reabastecimento Progress durante um teste de sistema de acoplamento manual de longa distância e uma perda total. da energia elétrica da estação. A falha de energia também causou uma perda de controle de atitude, o que levou a uma "queda" descontrolada pelo espaço.
O próximo astronauta da NASA a permanecer na Mir foi Michael Foale. Foale e a especialista russa em missões Elena Kondakova embarcaram na Mir vinda da Atlantis na missão STS-84. A tripulação da STS-84 transferiu 249 itens entre as duas espaçonaves, juntamente com água, amostras experimentais, suprimentos e hardware. Um dos primeiros itens transferidos para a Mir foi uma unidade geradora de oxigênio Elektron. O Atlantis foi parado três vezes enquanto recuava durante a sequência de desencaixe em 21 de maio. O objectivo era recolher dados de um dispositivo sensor europeu concebido para o futuro encontro do Veículo de Transferência Automatizado (ATV) da ESA com a Estação Espacial Internacional.

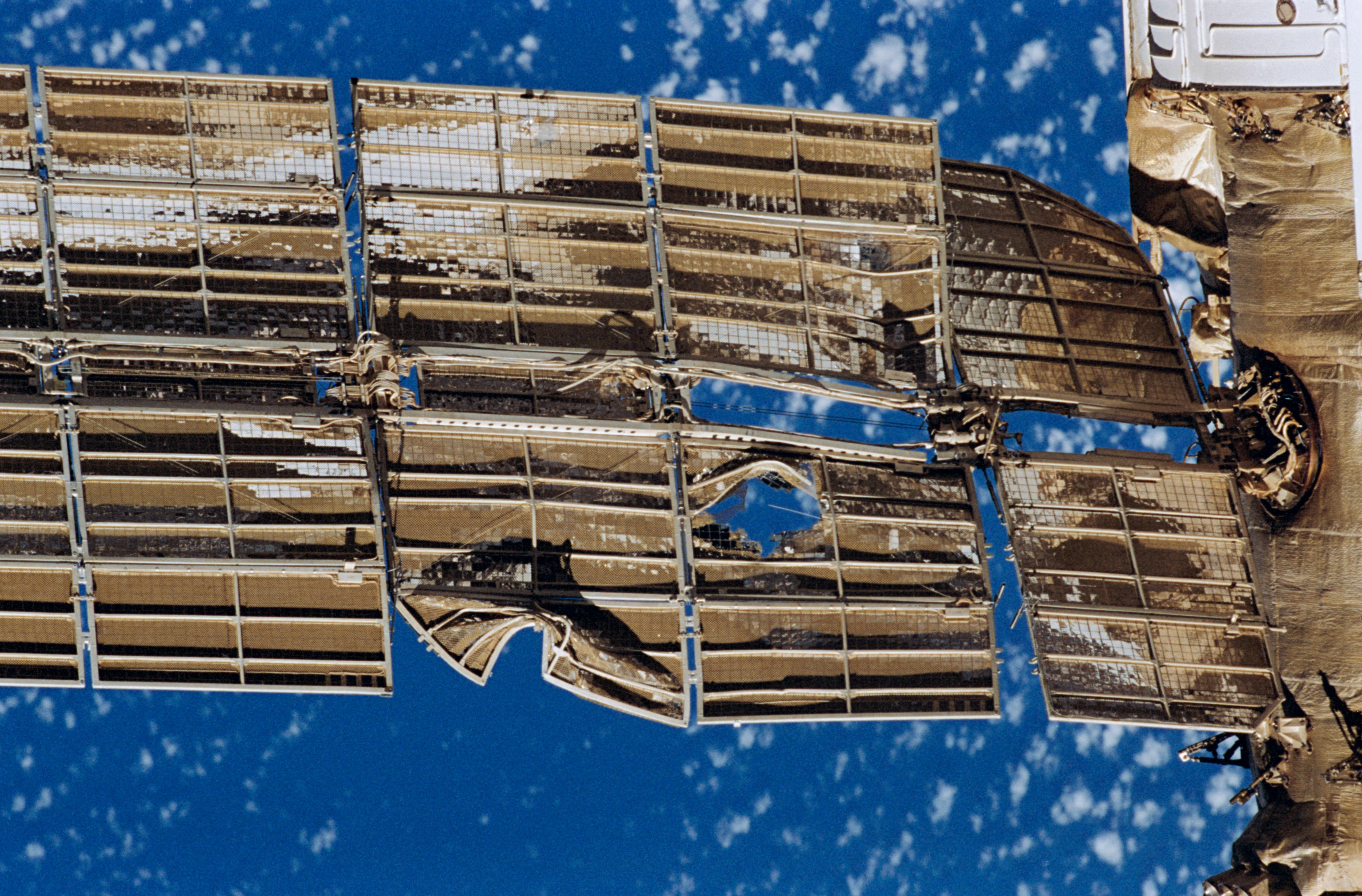
Painéis solares danificados no módulo Spektr 's Mir após uma colisão com uma espaçonave Progress desenroscada em setembro de 1997

O incremento de Foale ocorreu normalmente até 25 de junho, quando uma nave de reabastecimento colidiu com painéis solares no módulo Spektr durante o segundo teste do sistema de ancoragem manual Progress, TORU. A carcaça externa do módulo foi atingida e furada, o que fez com que a estação perdesse pressão. Esta foi a primeira despressurização em órbita na história dos voos espaciais. A tripulação rapidamente cortou os cabos que levavam ao módulo e fechou a escotilha 's Spektr para evitar a necessidade de abandonar a estação em seu bote salva-vidas Soyuz. Seus esforços estabilizaram a pressão do ar da estação, enquanto a pressão na Spektr, contendo muitos dos experimentos e pertences pessoais de Foale, caiu para o vácuo. Felizmente, alimentos, água e outros suprimentos vitais foram armazenados em outros módulos, e os esforços de salvamento e replanejamento de Foale e da comunidade científica minimizaram a perda de dados e capacidades de pesquisa.
Num esforço para restaurar parte da energia e dos sistemas perdidos após o isolamento da Spektr e para tentar localizar o vazamento, o novo comandante da Mir, Anatoly Solovyev, e o engenheiro de vôo Pavel Vinogradov realizaram uma operação de salvamento mais tarde na missão. Eles entraram no módulo vazio durante uma caminhada espacial chamada "IVA", inspecionando as condições do hardware e passando os cabos através de uma escotilha especial dos sistemas da Spektr para o resto da estação. Após estas primeiras investigações, Foale e Solovyev conduziram uma EVA de 6 horas na superfície da Spektr para inspecionar o módulo danificado.

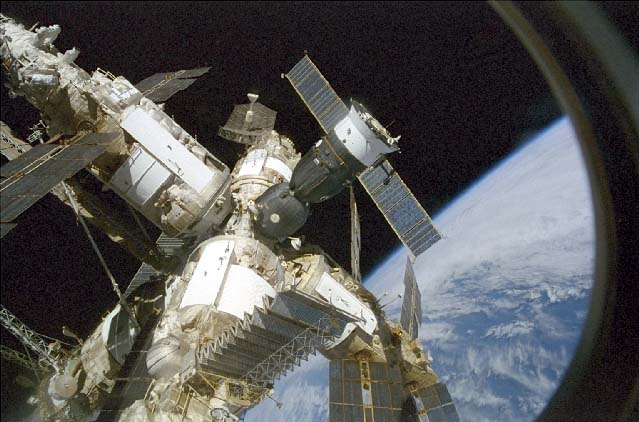
Uma vista da Mirs Atlantis, mostrando vários módulos da estação e a cápsula Soyuz acoplada

Após estes incidentes, o Congresso dos EUA e a NASA consideraram abandonar o programa por preocupação com a segurança dos astronautas, mas o administrador da NASA, Daniel Goldin, decidiu continuar o programa.
A STS-86 realizou a sétima acoplagem do Shuttle- Mir, a última de 1997. Durante a Atlantis, os membros da tripulação Titov e Parazynski conduziram a primeira atividade extraveicular conjunta EUA-Rússia durante uma missão do ônibus espacial, e a primeira em que um russo usou um traje espacial americano. Durante a caminhada espacial de cinco horas, a dupla fixou um 55 quilos Tampa do conjunto solar para o módulo de acoplamento, para uma futura tentativa dos tripulantes de vedar o vazamento no casco da Spektr . A missão devolveu Foale à Terra, junto com amostras, hardware e um antigo gerador de oxigênio Elektron, e deixou Wolf na Estação pronto para seu incremento de 128 dias. Wolf havia sido originalmente programado para ser o último astronauta da Mir, mas foi escolhido para ir no Incremento em vez da astronauta Wendy Lawrence. Lawrence foi considerado inelegível para voar devido a uma mudança nos requisitos russos após a colisão do veículo de abastecimento Progress. As novas regras exigiam que todos os membros da tripulação da Mir estivessem treinados e prontos para caminhadas espaciais, mas um traje espacial russo não poderia ser preparado para Lawrence a tempo do lançamento.

### O encerramento da ‘Fase Um’ (1998)

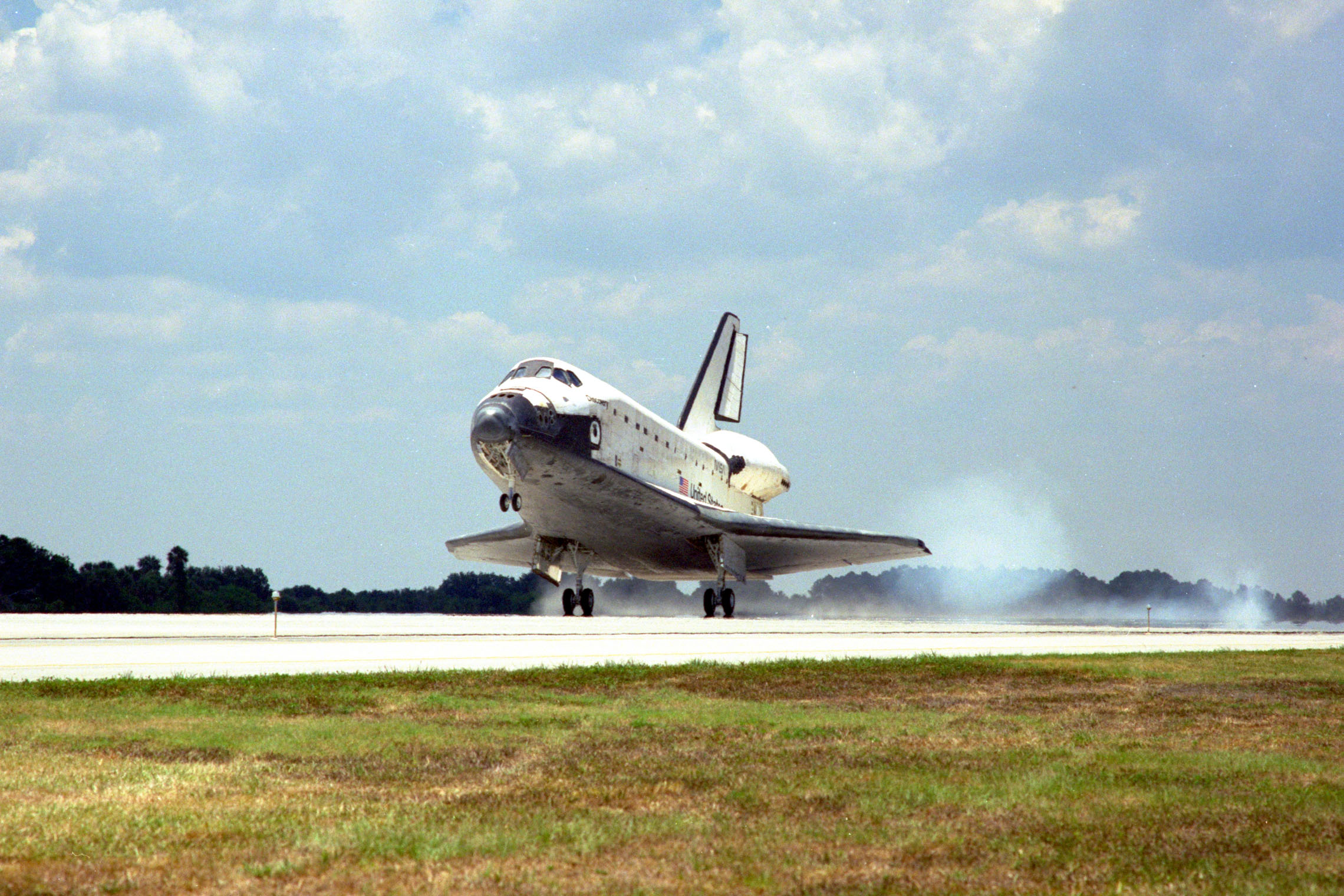
A Discovery pousa ao final da missão STS-91, encerrando o Programa Shuttle-Mir

O ano final do programa começou com o lançamento da Endeavour STS-89, que transportou até a Mir o cosmonauta Salijan Sharipov e fez a troca entre David Wolf e Andrew Thomas, o astronauta escalado para ser o último tripulante norte-americano do programa.
Esta última missão foi considerada  a mais tranquila de toda a 'Fase Um' e nela Andrews realizou 27 pesquisas científicas na área da tecnologia avançada. Esta última estadia estabeleceu novas marcas espaciais para os americanos, que acumularam um total de 815 dias consecutivos no espaço desde a subida de Shannon Lucid em março de 1996, e um total geral de 907 dias, acrescentando-se a permanência pioneira de Norman Thagard, de ocupação norte-americana da Mir.
Thomas finalmente voltou à Terra com o último dos voos do Programa, a STS-91 da Discovery, em junho de 1998, trazendo as últimas experiências de longa duração feitas a bordo da Mir. Quando as escotilhas foram fechadas para o desacoplamento e as naves se separaram em 8 de junho, a última parte das operações conjuntas do programa Shuttle-Mir foram concluídas e a 'Fase Um' do Programa da Estação Espacial Internacional chegou ao fim.

### Fases 'Dois' e 'Três': ISS (1998–2016)

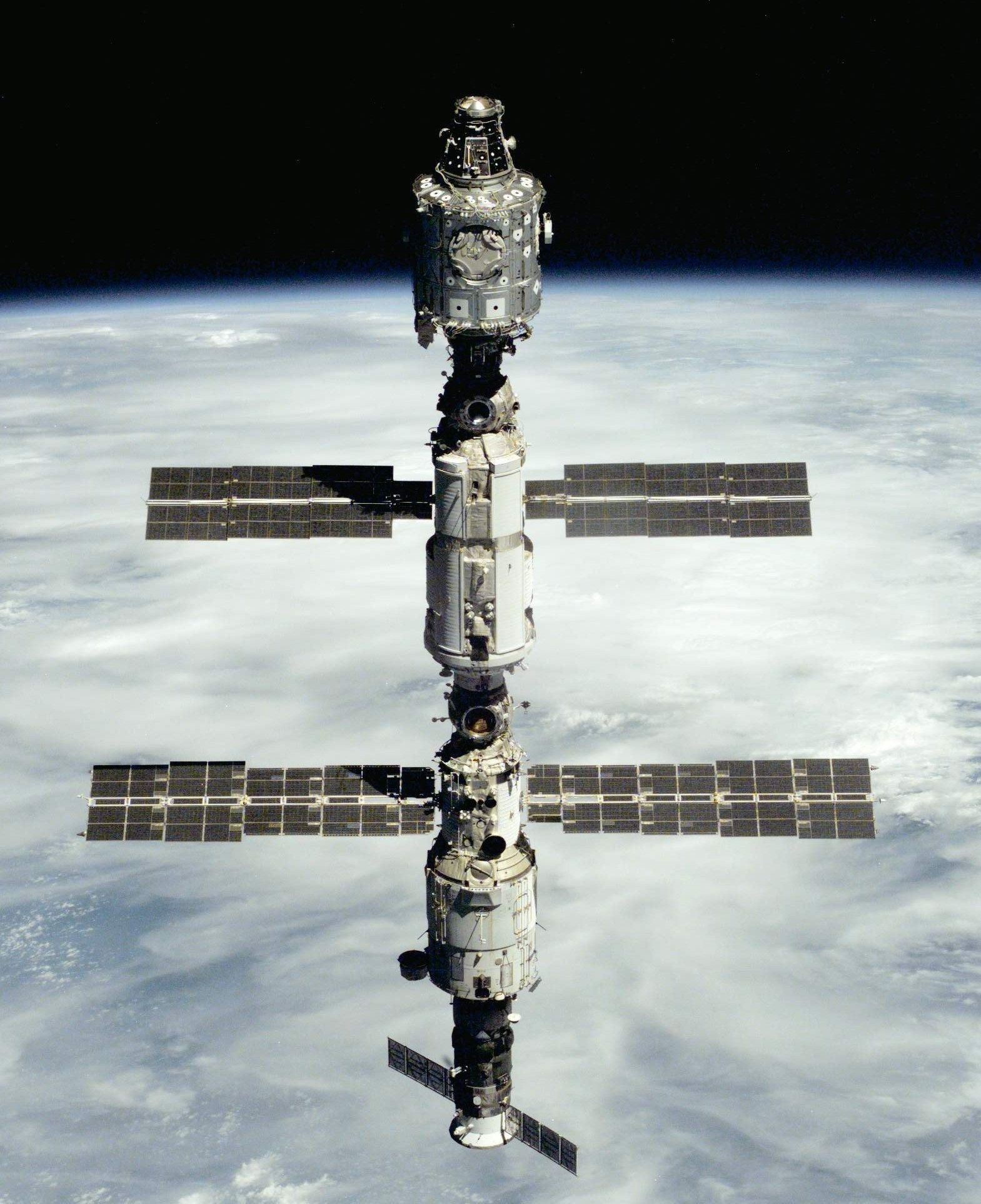
O legado da Mir: os módulos-núcleo da ISS, 'Fase Dois' do Programa da Estação Espacial Internacional.

Com a aterrissagem da Discovery ao fim da missão STS-91, em 12 de junho de 1998, a 'Fase Um' do Programa chegou ao fim. Porém, as técnicas aprendidas e o equipamento desenvolvido durante os quatro anos dela, continuariam a ajudar no desenvolvimento da exploração espacial com o início da 'Fase Dois', em 20 de novembro de 1998. Naquele dia, os russos lançaram de Baikonur o módulo Zarya, o primeiro componente da ISS. Este primeiro módulo forneceu eletricidade, capacidade de estocagem de material, propulsão, e serviu como guia para a ISS durante os estágios iniciais de sua montagem, atuando como uma base funcional para a estação.
Em fevereiro de 2008, a ISS consistia de oito módulos pressurizados interligados, três grandes painéis solares e uma larga estrutura principal, sendo a maior nave espacial já construída na história. A chegada do módulo-laboratório Destiny, em 2001, marcou o fim da 'Fase Dois' e o início da 'Fase Três', a montagem final, ainda em desenvolvimento. A estação completa se constituirá de cinco laboratórios, com mais de mil metros cúbicos de volume pressurizado e uma massa de 400 mil quilogramas, e terá a tripulação permanente de seis membros, com quase duas vezes o tamanho das espaçonaves combinadas Shuttle-Mir.
Estas fases foram planejadas para incrementar a cooperação internacional no espaço e as pesquisas científicas em gravidade zero, particularmente em relação a voos espaciais de longa duração. Os resultados destas pesquisas serão de grande ajuda e proporcionarão informação considerável para as futuras missões de longa duração à Lua e a Marte.
Em 23 de março de 2001, a Mir foi propositalmente retirada da órbita e trazida de volta à Terra, onde desintegrou-se na reentrada sobre o Oceano Pacífico, como previsto. E  a Estação Espacial Internacional foi a única estação orbital em volta do planeta até 2011, quando a China enviou ao espaço sua própria estação, Tiangong-1. O legado da Mir está na ISS, trazendo para a atual fase do programa a colaboração de cinco agências espaciais diferentes e permitindo a elas que se preparem para seus próximos passos em direção ao espaço, à Lua, a Marte e além, no futuro.

## Controvérsias

### Segurança e retorno científico

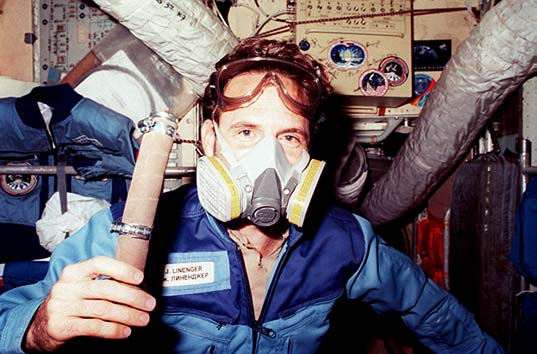
O astronauta Jerry Linenger usando uma máscara de oxigênio logo após o incêndio.

As críticas ao programa preocuparam-se principalmente com a segurança do envelhecido Mir, especialmente após o incêndio a bordo da estação e a colisão com o navio de abastecimento Progress em 1997.
O incêndio, causado pelo mau funcionamento de um gerador reserva de oxigênio de combustível sólido (SFOG), durou, segundo diversas fontes, entre 90 segundos e 14 minutos, e produziu grandes quantidades de fumaça tóxica que encheu a estação por cerca de 45 minutos. Isso forçou a tripulação a usar respiradores, mas algumas das máscaras respiratórias inicialmente usadas estavam quebradas. Os extintores de incêndio montados nas paredes dos módulos eram imóveis. O incêndio ocorreu durante um rodízio da tripulação e, como tal, havia seis homens a bordo da estação, em vez dos três habituais. O acesso a um dos botes salva-vidas Soyuz atracados foi bloqueado, o que teria impedido a fuga de metade da tripulação. Um incidente semelhante ocorreu numa expedição anterior da Mir, embora nesse caso o SFOG tenha queimado apenas por alguns segundos.
Após a colisão, a NASA e a Agência Espacial Russa instigaram vários conselhos de segurança que deveriam determinar a causa do acidente. À medida que as investigações avançavam, os resultados das duas agências espaciais começaram a mover-se em direções diferentes. Os resultados da NASA culparam o sistema de acoplamento TORU, pois exigia que o astronauta ou cosmonauta responsável atracasse o Progress sem o auxílio de qualquer tipo de telemetria ou orientação. No entanto, os resultados da Agência Espacial Russa atribuíram o acidente a um erro da tripulação, acusando o seu próprio cosmonauta de calcular mal a distância entre o Progress e a estação espacial. Os resultados da Agência Espacial Russa foram fortemente criticados, até mesmo pelo seu próprio cosmonauta Tsibliyev, a quem atribuíam a culpa. Durante a sua primeira conferência de imprensa após o seu regresso à Terra, o cosmonauta expressou a sua raiva e desaprovação ao declarar: “Tem sido uma longa tradição aqui na Rússia procurar bodes expiatórios”.
Os acidentes também aumentaram as críticas cada vez mais veementes à confiabilidade da antiga estação. O astronauta Blaine Hammond afirmou que suas preocupações de segurança em relação à Mir foram ignoradas pelos funcionários da NASA e que os registros das reuniões de segurança "desapareceram de um cofre trancado". Mir foi originalmente projetado para voar por cinco anos, mas acabou voando por três vezes esse período de tempo. Durante a Fase Um e depois, a estação estava mostrando sua idade – constantes falhas de computador, perda de energia, quedas descontroladas pelo espaço e vazamentos em canos eram uma preocupação sempre presente para as tripulações. Várias avarias no sistema de geração de oxigênio Elektron 's Mir também foram uma preocupação. Estas avarias fizeram com que as tripulações se tornassem cada vez mais dependentes dos sistemas SFOG que causaram o incêndio em 1997. Os sistemas SFOG continuam a ser um problema a bordo da ISS.
Outra questão controversa foi a escala do seu retorno científico real, particularmente após a perda do módulo científico Spektr . Astronautas, gestores e vários membros da imprensa queixaram-se de que os benefícios do programa foram superados pelos riscos a ele associados, especialmente considerando o facto de a maioria das experiências científicas dos EUA terem sido contidas no módulo furado. Como tal, uma grande quantidade de investigação americana ficou inacessível, reduzindo a ciência que poderia ser realizada. As questões de segurança fizeram com que a NASA reconsiderasse o futuro do programa em vários momentos. A agência acabou decidindo continuar e foi criticada por diversas áreas da imprensa em relação a essa decisão.

### Atitudes
As atitudes tanto da direção da NASA quanto da Roscosmos durante a 'Fase Um' preocuparam os astronautas e cosmonautas. Por causa da situação financeira da Rússia, muitos dos integrantes dos controles de missão achavam que a continuação do programa estava sendo visto como mais importante que a as vidas dos envolvidos neles, de uma maneira diferente ao estilo normal dos norte-americanos conduzirem suas próprias missões. Cosmonautas viam seus planos de missões do dia sendo feitos em cima da hora, acoplagens que deveriam ser feitas pelos pilotos dos ônibus espaciais sendo feitas de maneira automática e cosmonautas tendo seus salários suspensos após a volta para a Terra, caso tivessem cometido algum erro durante a missão.
Os norte-americanos já haviam descoberto, desde o tempo das missões Skylab, que esta não era a maneira mais produtiva de trabalhar. Os russos, entretanto, não conseguiam cobrir os custos nem fechar os orçamentos e muitos sentiam que parte importante do tempo dedicado ao trabalho era perdida por causa destes fatos.
Além disso, o astronauta Linegen sentiu que após os acidentes de 1997, as autoridades russas tentaram encobrir os fatos, minimizando-os, num esforço para diminuir sua importância, temerosos de que os americanos pudessem desistir da parceria espacial. Grande parte deste encobrimento vinha do fato de que parecia que os russos não consideravam exatamente que os astronautas da NASA fossem exatamente parceiros, mas 'convidados' na Mir. A NASA não soube dos acidentes por várias horas depois deles terem ocorrido e foi assim mantida à margem das decisões no caso. Ela viriam a se envolver mais profundamente apenas quando a culpa tentava ser colocada exclusivamente nos ombros do cosmonauta Vasili Tsibliyev, comandante daquela missão, pela agência espacial russa, que recuou das acusações devido às pressões da colega norte-americana.
Contudo, a NASA também não saiu sem manchas da 'Fase Um'. Em vários momentos do programa, executivos, técnicos e funcionários viram-se limitados em termos de recursos e força de trabalho, principalmente quando a 'Fase Dois' começou a ser ativada. Uma área importante de desgastes foi a do diretor de operações de tripulações de voo, George Abbey, que designava os integrantes das missões. Ele era desprezado por muitos astronautas na agência devido a seus métodos de seleção - muitos foram impedidos de voar por terem em algum momento o aborrecido de alguma maneira. Os astronautas achavam que ele impediu diversos deles de voarem nas posições para as quais estavam melhor preparados e que o programa, como um todo, sofreu por causa disso.

### Finanças
Desde a dissolução da União Soviética, alguns anos antes, a economia russa entrou em colapso lento e o orçamento para a exploração espacial foi reduzido em cerca de 80%. Antes e depois da Fase Um, grande parte das finanças espaciais da Rússia provinha de voos de astronautas da Europa e de outros países, com uma estação de televisão japonesa a pagar 9,5 dólares milhões para que um de seus repórteres, Toyohiro Akiyama, voasse a bordo da Mir. No início da Fase Um, os cosmonautas regularmente viam suas missões estendidas para economizar dinheiro em lançadores, os voos semestrais do Progress haviam sido reduzidos para três e havia uma possibilidade distinta de a Mir ser vendida por cerca de 500 milhões de dólares.
Os críticos argumentaram que o contrato de US$ 325 milhões que a NASA tinha com a Rússia era a única coisa que mantinha vivo o programa espacial russo, e apenas o ônibus espacial mantinha a Mir no ar. A NASA também teve que pagar taxas pesadas pelos manuais de treinamento e equipamentos usados pelos astronautas que treinavam em Star City. Os problemas chegaram ao auge quando o Nightline da ABC revelou que havia uma clara possibilidade de desvio das finanças americanas pelas autoridades russas, a fim de construir um conjunto de novas casas para cosmonautas em Moscou, ou então que os projetos de construção estavam sendo financiados pela máfia russa. O administrador da NASA, Goldin, foi convidado para o Nightline para defender as casas, mas se recusou a comentar. O escritório de assuntos externos da NASA foi citado como tendo dito que "o que a Rússia faz com seu próprio dinheiro é problema deles".

## Missões

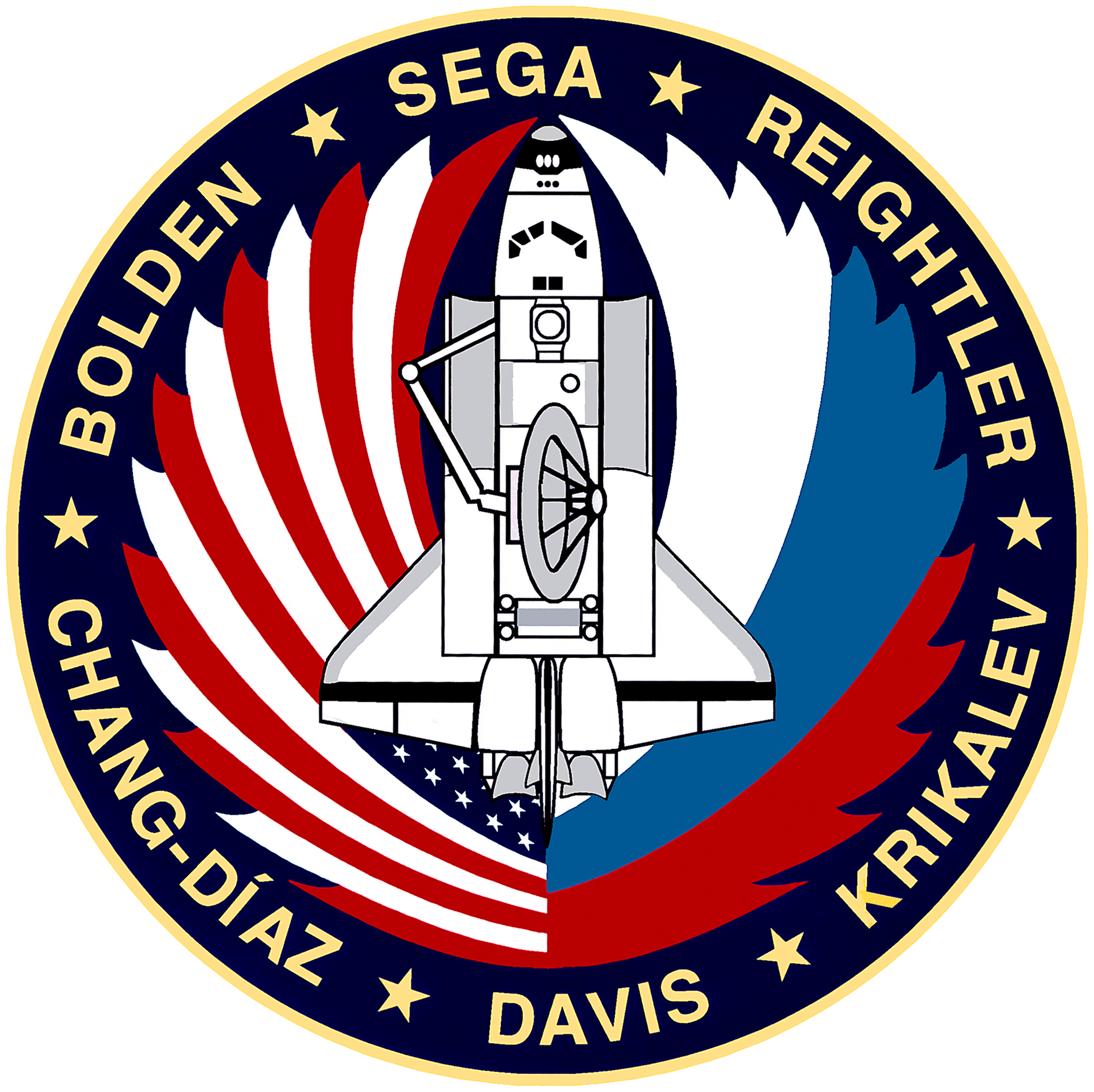
STS-60
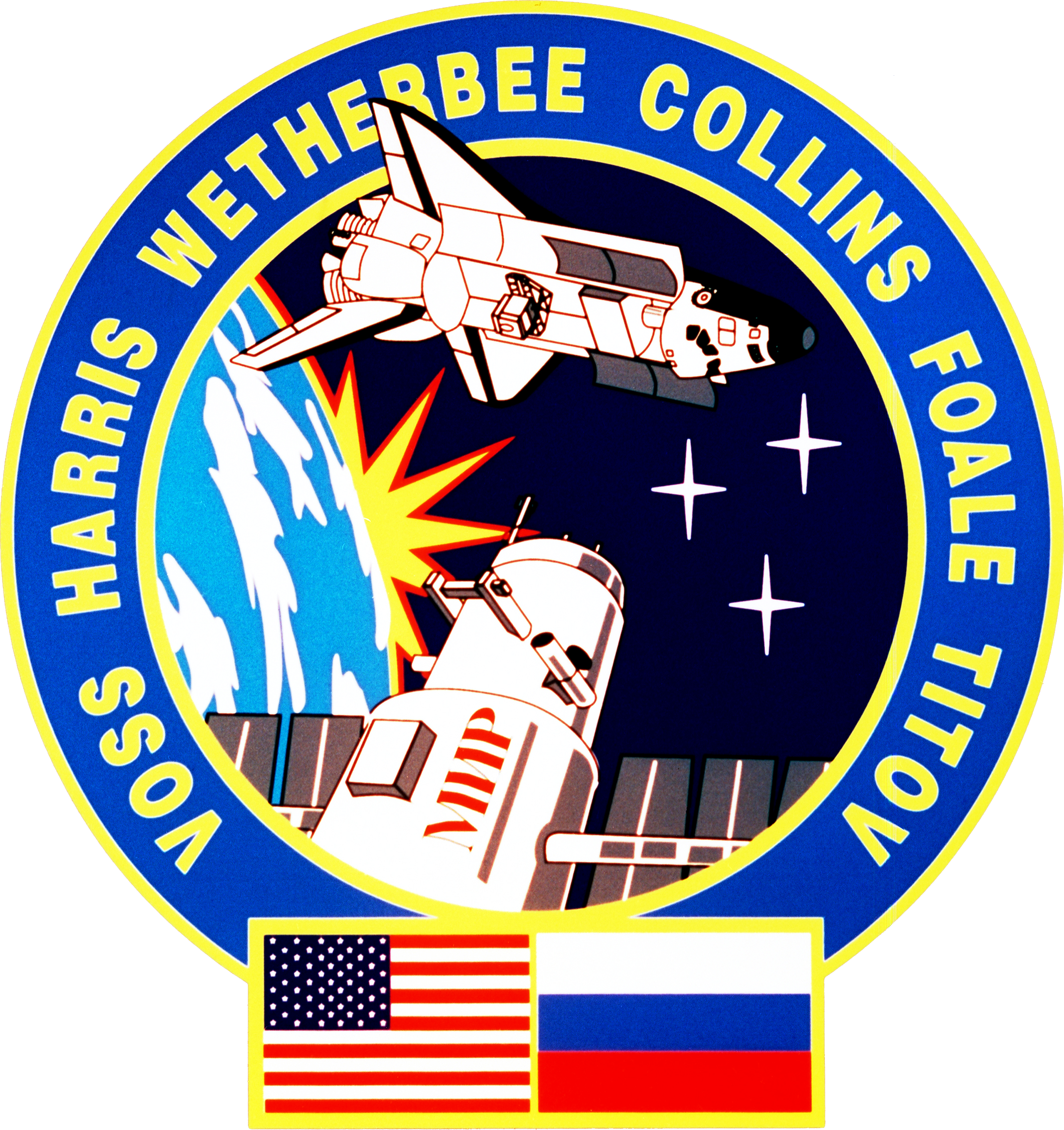
STS-63
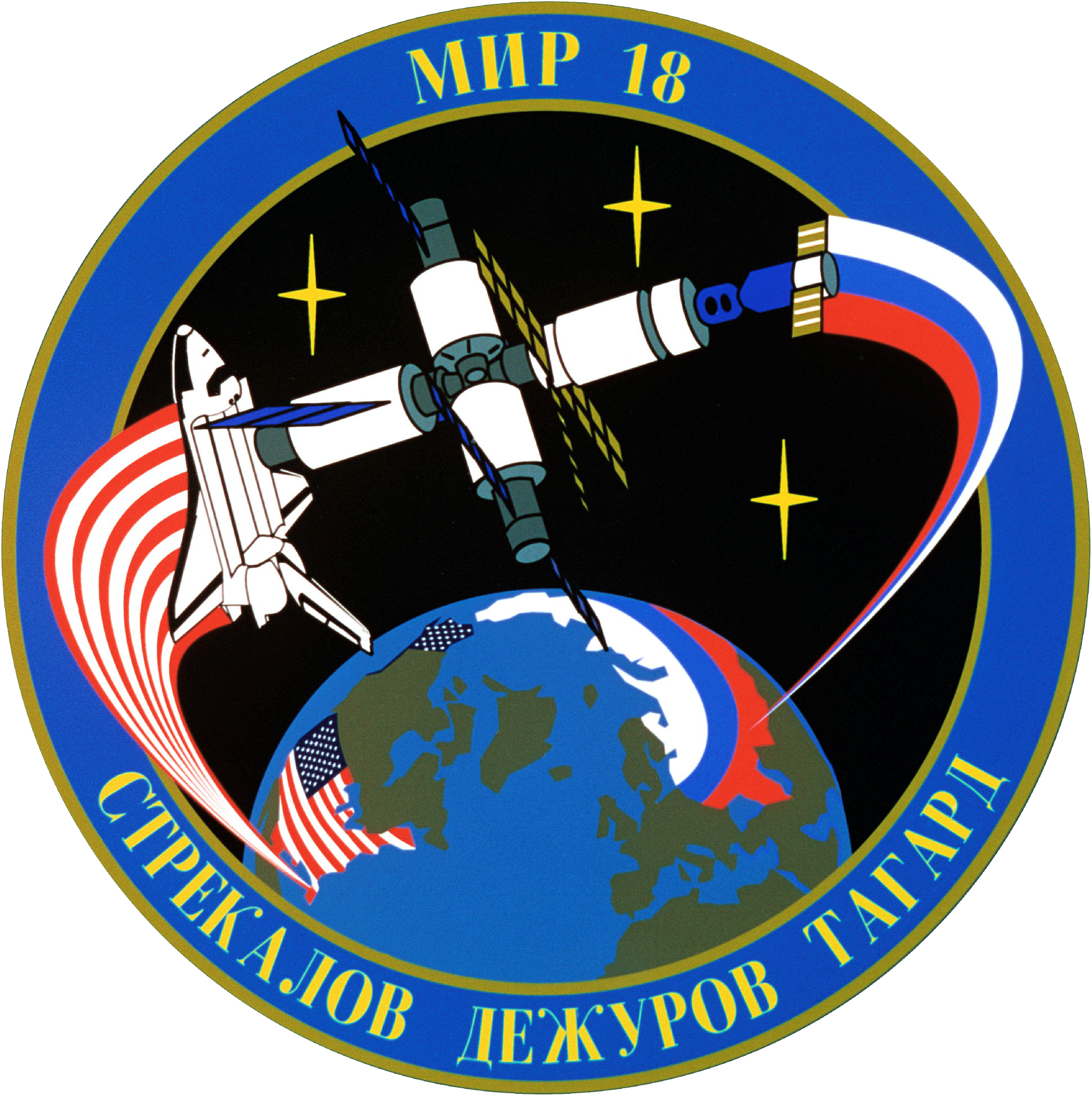
Soyuz TM-21
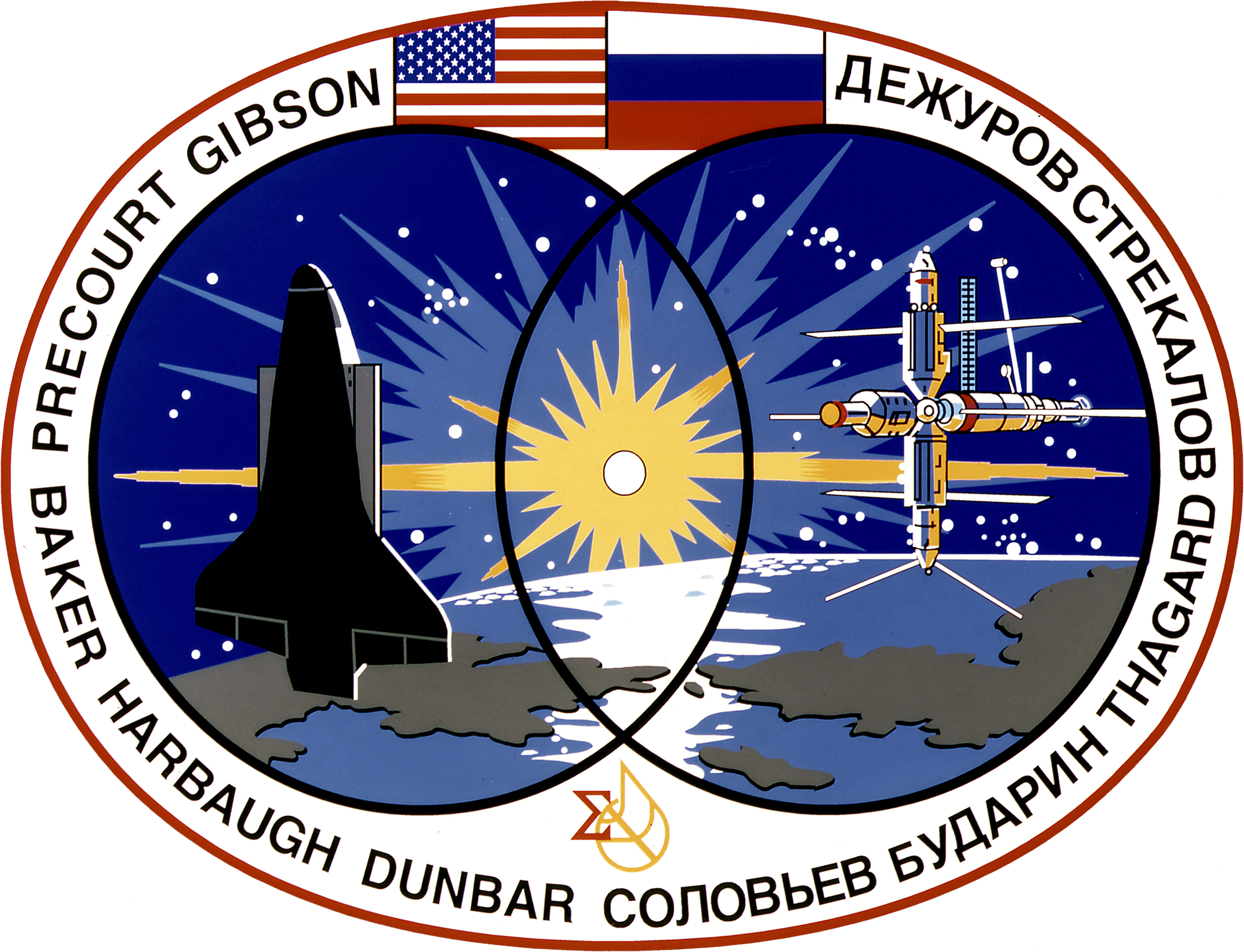
STS-71
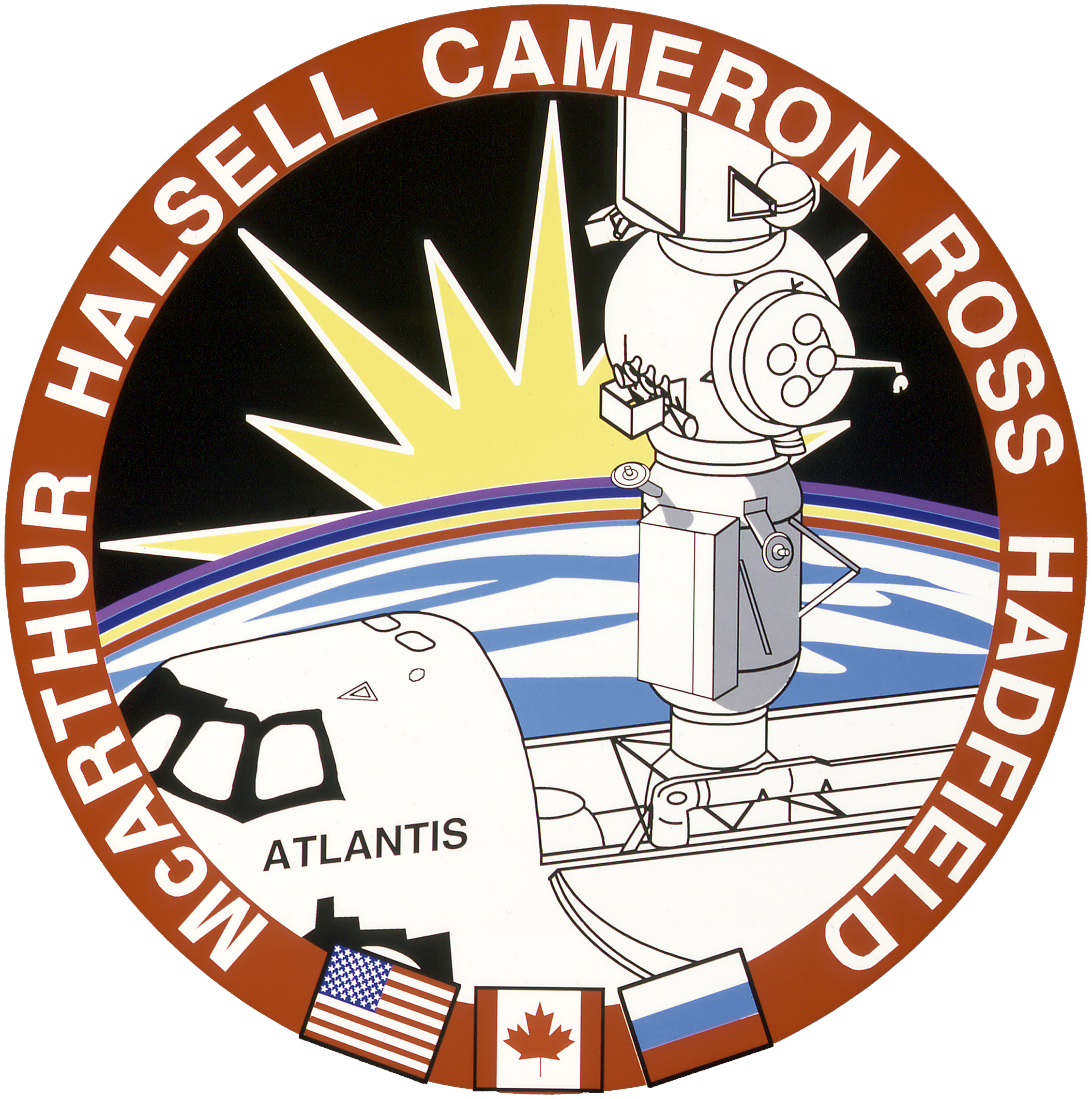
STS-74
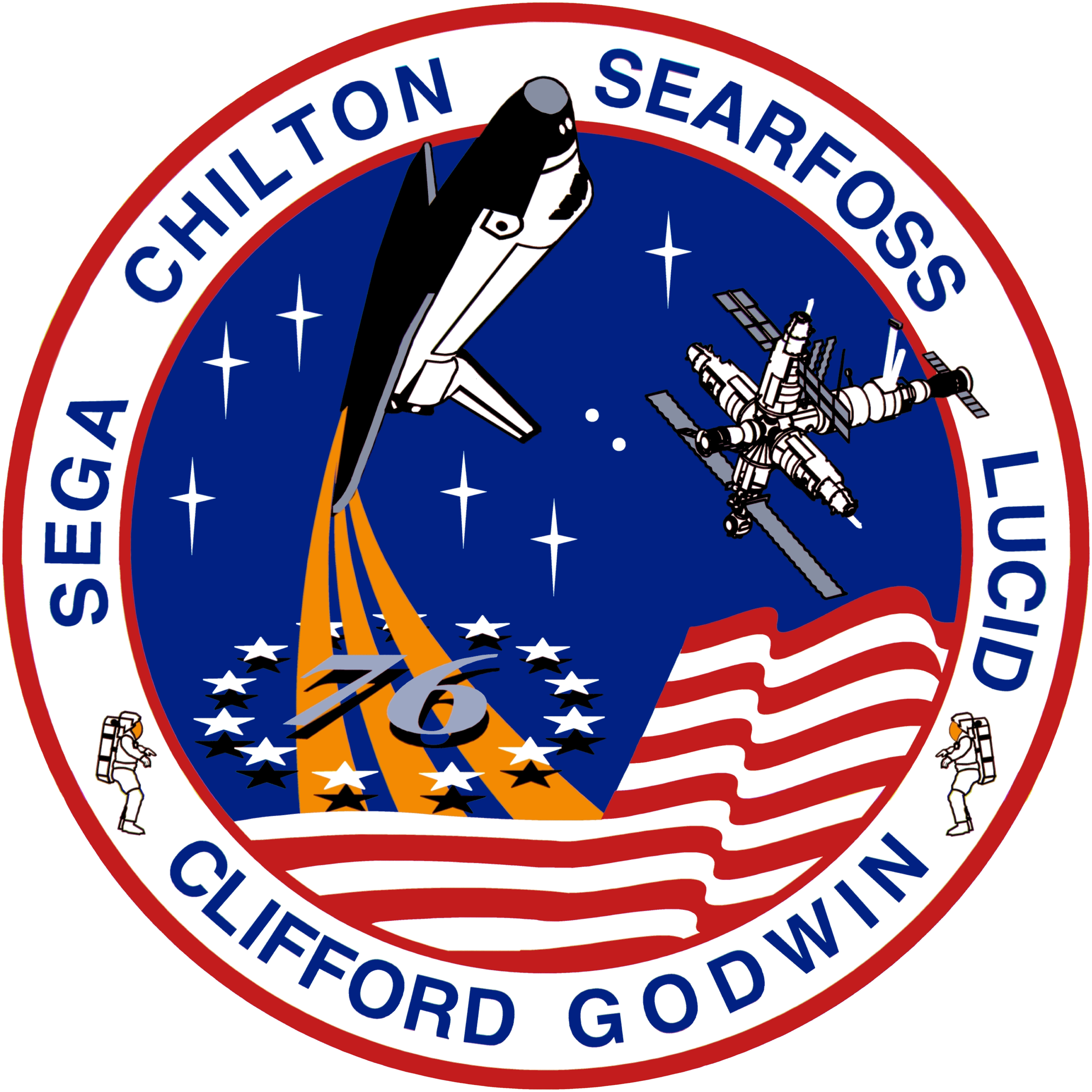
STS-76
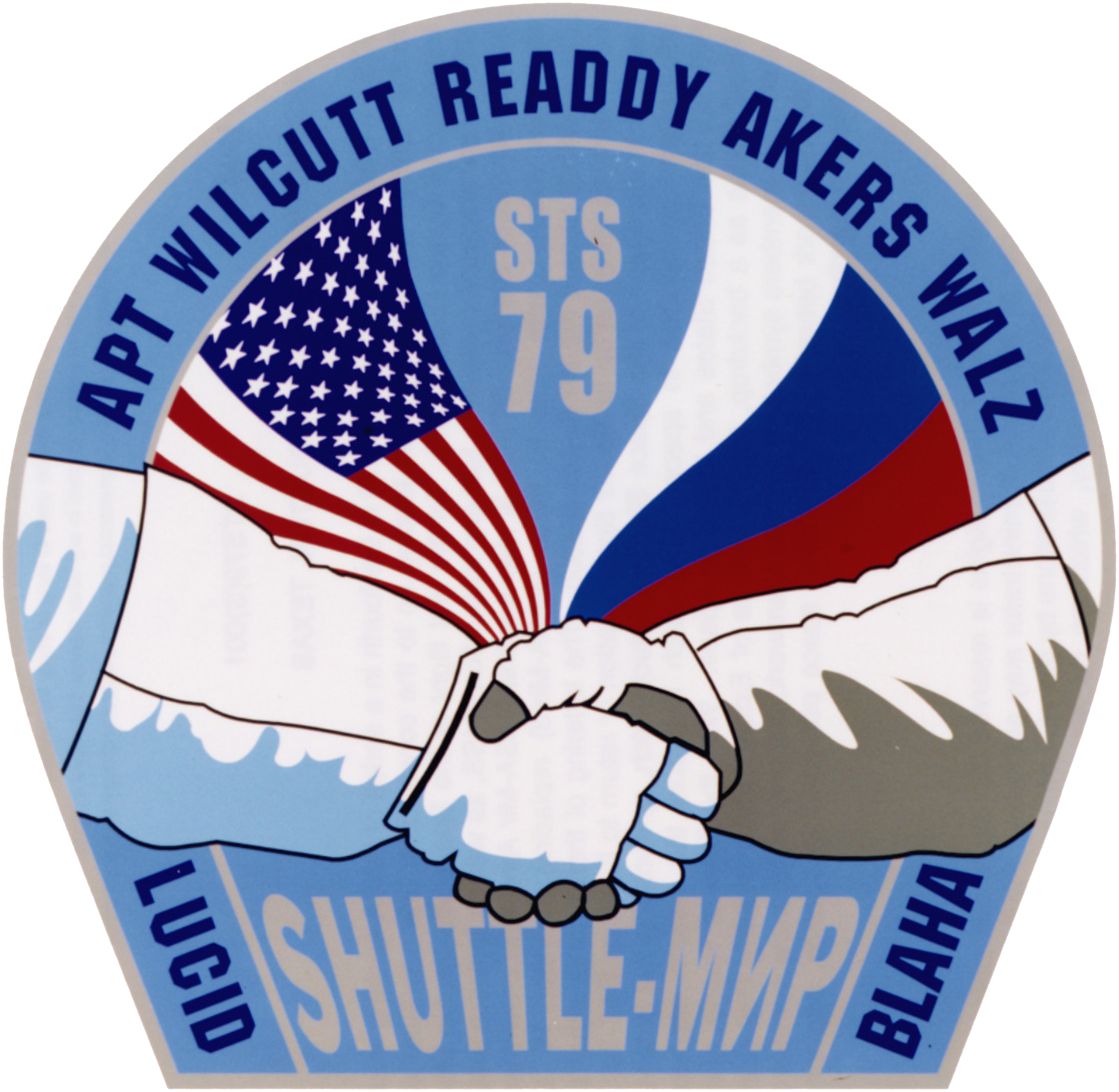
STS-79
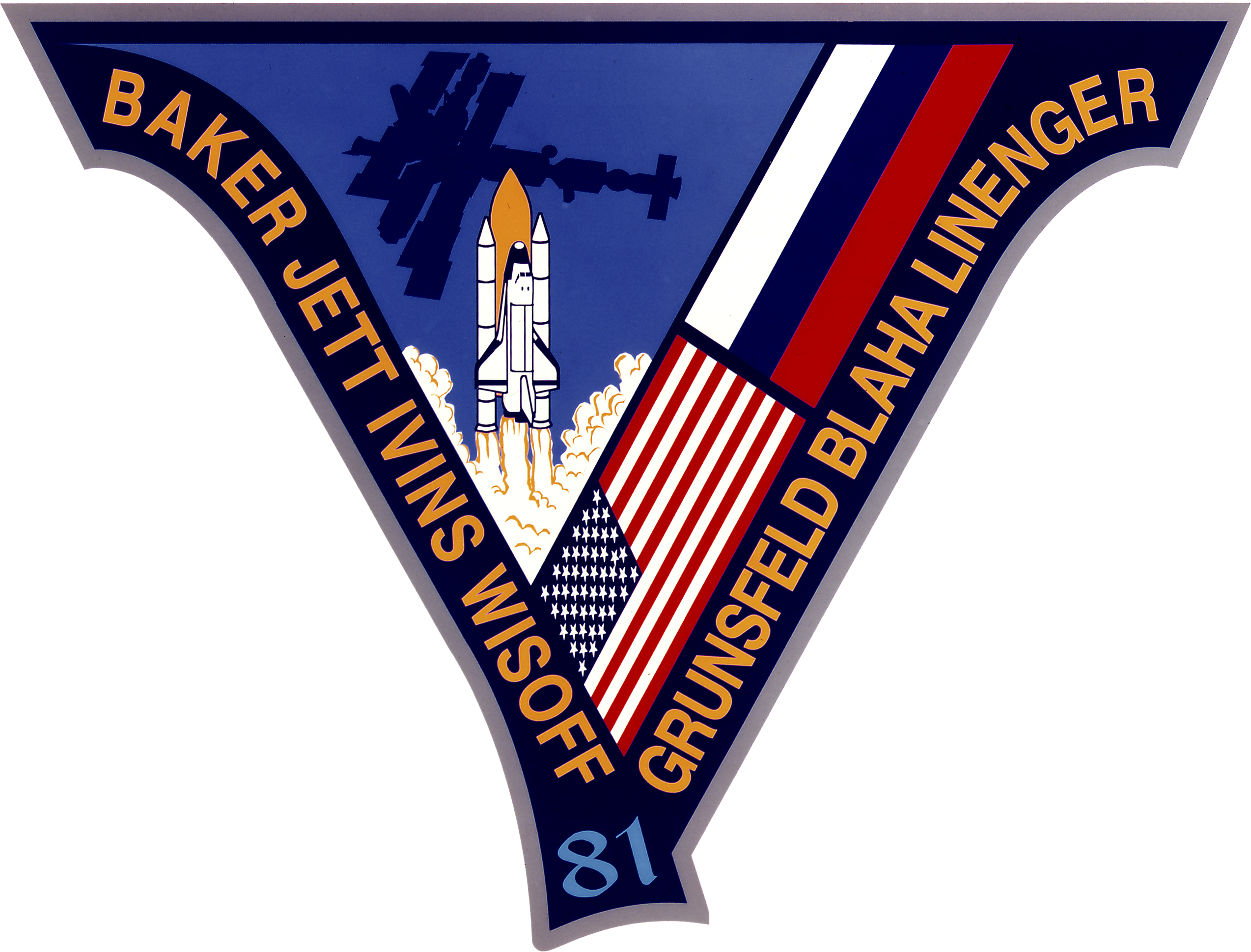
STS-81
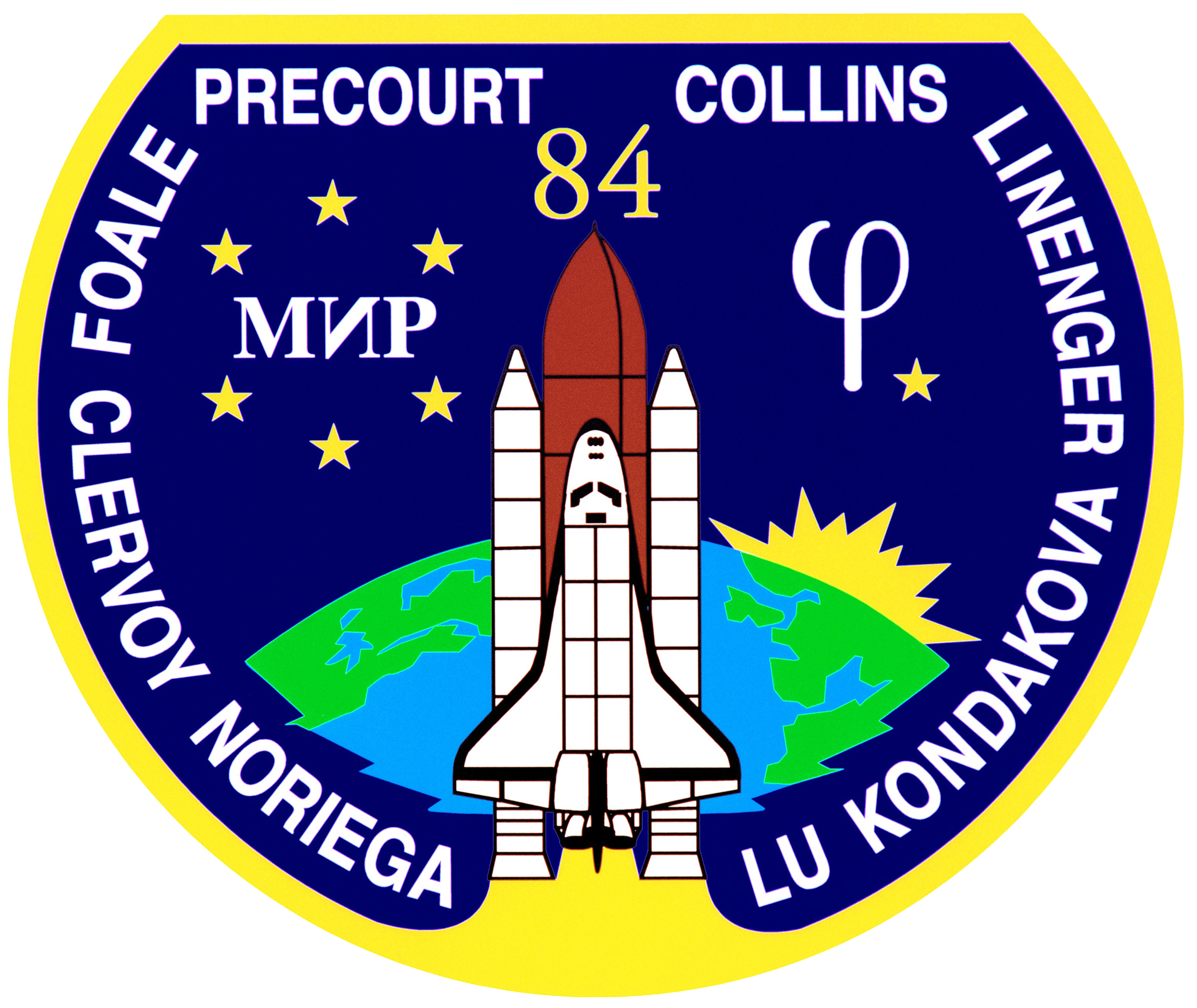
STS-84
STS-86
STS-89
STS-91